# Rhoptropus diporus
Espèce
Synonymes
- Rhoptropus bradfieldi diporus Haacke, 1965

Rhoptropus diporus est une espèce de geckos de la famille des Gekkonidae.

## Répartition
Cette espèce est endémique de Namibie.

## Publication originale
- Haacke, 1965 : Additional notes on the herpetology of South West Africa with descriptions of two new subspecies of geckos. Cimbebasia, no 11, p. 1-39.